# Spongiodermidae
Spongiodermidae Wright & Studer, 1889 è una famiglia di octocoralli dell'ordine Alcyonacea.

## Descrizione
Spongiodermidae è una famiglia monomorfica di gorgonie in cui la medulla (parte interna dello sclerasse) è circondato da un anello di canali longitudinali che la separano dal cortex. Un secondo anello di canali separa il cortex dalla cenenchima che forma il rivestimento esterno dello sclerasse. La medulla è rivestita da scleriti robuste, spesso biforcate, ramificate e/o spinose. Posizione e caratteristiche di questi due anelli di canali diversificano i generi che compongono la famiglia.

## Tassonomia
La classificazione della famiglia ha subito nel tempo un certo numero di variazioni. La famiglia è stata definita nel 1889 da Wright e Studer e tre dei cinque generi spongiodermidi precedentemente noti furono descritti tra il 1864 e il 1869, un altro nel 1919 e il quinto nel 1955, quindi il complemento della famiglia è rimasto abbastanza stabile per lungo tempo e soggetto alle quattro revisioni degli Octocorallia avvenute successivamente, ovvero Wright and Studer (1889), Kükenthal (1924) e Bayer (1956 e 1981). Bayer nella sua revisione retrocesse la famiglia allo status di sottofamiglia con il nome Spongiodermatinae all'interno della famiglia Anthothelidae dove è rimasta fino al 2015, quando uno studio filogenetico dei mitocondri e loci nucleari dei generi della famiglia ha supportato la correttezza degli Spongiodermidae come taxon a livello di famiglia che risulta anche sorella della famiglia Briareidae.
La famiglia risulta ora composta dai seguenti generi:
- Callipodium Verrill, 1869
- Diodogorgia Kükenthal, 1919
- Homophyton Gray, 1866
- Sclerophyton Cairns & Wirshing, 2015
- Titanideum Verrill, 1864
- Tripalea Bayer, 1955